# Nothomyrmica rugosostriata
Nothomyrmica rugosostriata är en myrart som först beskrevs av Mayr 1868.  Nothomyrmica rugosostriata ingår i släktet Nothomyrmica och familjen myror. Inga underarter finns listade i Catalogue of Life.